# 神戸交通振興
神戸交通振興株式会社（こうべこうつうしんこう、英: Kobe City Transportation Promotion Co., Ltd.）は、かつて存在した神戸市の外郭団体。本社は神戸市長田区松野通の新長田地下鉄ビル内にあった。
経営面で厳しさを増していた交通事業の経営改善に資する事を目的として1984年に交通局が100パーセント出資して設立された。主に神戸市内のバス事業や、神戸市交通局関連の諸事業を受託していた。
2022年3月31日をもって解散し、バス事業は神姫バスに、地下鉄駅業務受託事業は近畿日本鉄道に、それ以外の業務はOMこうべにそれぞれ移管された。

## バス事業の路線
- シティー・ループ（遊覧路線バス）
- 山手線（502系統） 神戸駅前 - 三宮（三宮センター街東口）
- 神戸山麓線（7系統） 市民福祉交流センター前 - 神戸駅前（神戸市バスと共同運行）

## バス事業運営受託
- 神戸市交通局から、2005年より魚崎営業所の運営業務を委託されていた[5]。2022年3月31日限りで運行受託業務を終了し、同年4月1日以降は阪急バスに変更された。
- 2004年から2011年までは有野営業所（旧・中央営業所有野操車場）の運営業務を委託されていたが、同年3月末で委託契約は終了し、阪急バスへ委託先が変更された[6]。

## シティー・ループ

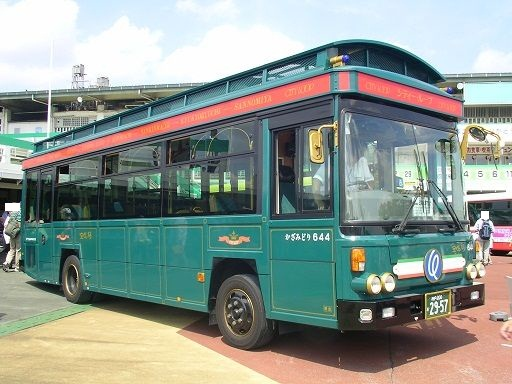
シティー・ループバス

神戸観光の活性化と、市内都心部の回遊性を向上させることを目的として1990年4月7日に運行開始した。神戸国際観光協会が主体となり、神戸市交通局が貸切バスとして運行していた。2003年4月に神戸市交通局より運行を引き継ぎ、この時に乗合バスとしての運行に変更された。中突堤を起点に南京町、北野、新神戸駅、メリケンパークなどを経由し、約63分で一周する。一部に途中の停留所止まりの便も存在する。2015年10月9日に神戸で行われた『夜景サミット2015 in神戸』の開催に合わせて期間限定で運行時間を夜間帯に延長し、新たに新神戸駅から摩耶ケーブルまで直通する路線が設定された。シティー・ループの路線としては初めてまやビューラインまで延長された。夜間運行便では車内でジャズが流れた。
バスには女性のコンパニオンが乗務しており、観光案内などを行っていた。このため、長年ワンマン運転は行っておらず、乗降とも中扉のみで扱い（前扉は締切）、運賃収受は中扉後側に乗務するコンパニオンが行っていた。
2018年3月19日より交通系ICカード全国相互利用サービスを導入したのに伴い、乗降方式は前扉から乗車（同時に運賃支払い）して中扉から降りるように変わり、コンパニオンは運賃収受を行わなくなった。
コロナ禍による利用者の大幅な減少を受けて2020年4月11日 - 6月26日の間全面運休し、翌27日から運行を再開したが、減便を伴う臨時ダイヤ（35分間隔）となり、コンパニオンの乗務はなくなり完全ワンマン化された。

## 山手線

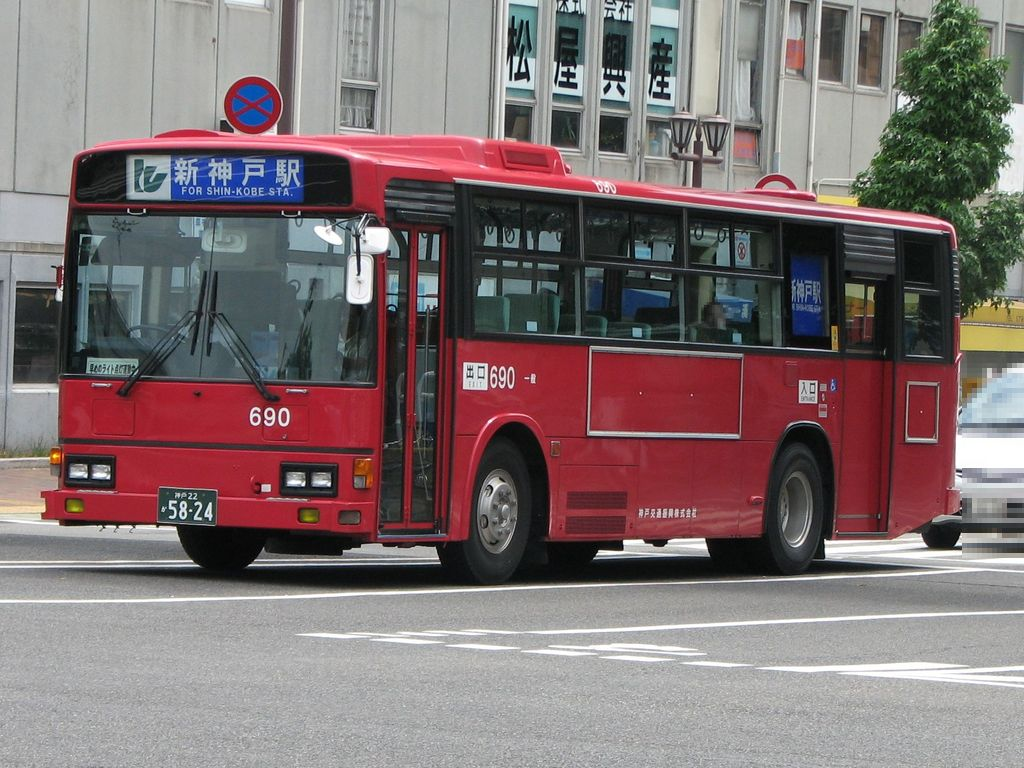
山手線

山手線（やまてせん）は、2001年7月6日で営業を終了した神戸市バス91系統（ただし当時、91系統と92系統とのペアで循環路線だったため、西行きは91系統だが東行きは92系統のバスが走っていた）の復活を望む市民（主に高齢者）の声を受けて、新設された路線である。市バスカード・市バス全線定期券・スルッとKANSAIカード・PiTaPa・ICOCAなどが利用でき、神戸市バスと同等の営業を行っている（山手線へのICカードシステムの導入は2008年9月1日から神戸市バスと同等に行われた。PiTaPaにおける利用額割引も神戸市バス利用分と合算で適用される）。
長らく新神戸駅前から新開地地区を循環して三宮へ至る路線であったが、2016年4月1日のダイヤ改正で新神戸駅発着を廃止してすべて三宮発着とし、新開地地区も循環運行をやめて神戸駅前発着にするなどの大幅な路線変更が行われた。また、本数も削減されており、平日は1時間に1・2本程度、土休日は1日5.5往復の運転である。
車両は神戸市交通局から転籍した車両に塗色を変更した上で運行している。車内機器も市交同様に小田原機器製のものが使用されている。車内アナウンス（音声合成）の声は2012年3月までの市交と同じであるが、唯一つ違う点は神戸市バスでは「次は○○です」が山手線では「次は○○でございます」とアナウンスされる。2016年の路線の変更に伴い、3種類の声が混ざったアナウンスになっている。

## 神戸山麓線
2018年4月2日より、神戸市バス7系統は神戸交通振興との共同運行が開始された。系統番号は神戸市バスと同様に7である。なお、共同運行が行われるのは平日の一部の便のみであり、土休日は従来通り神戸市バスの単独運行となる。車内放送は、神戸市バスのものがそのまま使われているため、社名の放送はされず、「神戸市バス」や「交通局」とアナウンスされる。2022年1月3日をもって共同運行を終了し、神戸市バスの単独運行に戻った。

## かつて営業していた路線
- ポートアイランド線（三宮駅 - ポートアイランド（MOL前））2008年4月1日廃止、神姫バスに路線を譲渡[5]。
ポートアイランド線は、もともと、神戸シティエアターミナル（K-CAT）と三宮を連絡するバスとして、K-CATを運営していた「神戸航空交通ターミナル」が運営していた路線である[5]。そのため空港リムジンバス仕様の車両で運行されていた。2002年2月1日付けで、神戸交通振興が、路線・バス車体ともども引き継いで営業を始めた。ポートライナーがポートアイランド南地区へ乗り入れ、かつ、複線化により市民広場・市民病院前からまっすぐ（北埠頭方面へ大回りせずに）運行できるようになった2006年2月2日から神戸交通振興もバス路線を見直し、同年6月1日には運賃も改定された。

- 六甲アイランド線
1988年から1990年まで[2]、六甲ライナーが開通するまでのアクセス路線として[8]、六甲アイランドと市街地（JR住吉駅）を結ぶ「神戸市バス60系統」の位置付けで、神戸交通振興が路線を開設し営業していた。神戸市交通局より譲り受けたバスを改造使用し、六甲アイランドに操車場を置いていた。

- ポーアイキャンパス線 
ポーアイキャンパス線は、2007年4月1日から、同日ポートアイランドに開校した神戸学院大学・神戸夙川学院大学・兵庫医療大学への足として、神姫バスと共同で運行を開始した。2012年3月1日からは、同社運行便でPiTaPa・ICOCA、ならびにスルッとKANSAIカードが利用可能になった[16]。神戸交通振興で運行される便は平日ダイヤのごく一部であり、土休日は全便が神姫バスでの運行になっていたが、2018年3月30日をもって神戸交通振興の運行が終了し、以後は神姫バスの単独運行となった。

## エコファミリー制度・エコ（環境）定期券制度
山手線・神戸山麓線（7系統）については、神戸市バスと同じく、神戸市の環境政策の一環として、エコファミリー制度とエコ（環境）定期券制度が制定されている。いずれも、適用日は土・日・祝日と年末年始（12月25日から1月7日まで）およびお盆休み（8月12日から16日まで）。適用日には、運賃箱に適用日であることを知らせるフラグが立てられている。
エコファミリー制度とは、大人1人と同伴する小学生以下が2人まで運賃無料となるものである。大人1人の支払いは、現金・市バス専用カード・NewUラインカード・スルッとKANSAIカード・定期券いずれも可能。利用時には、運賃支払い時（すなわち下車時）に乗務員に申告する必要がある。
エコ定期券制度とは、大人の通勤定期券1枚につき、その定期券の適用区間内での乗降であれば、定期券所持者の家族（年齢は不問）の運賃が値引きされるものである。支払い方法は現金のみ。利用時には、運賃支払い時に乗務員に申告する必要がある。エコファミリー制度との併用も可能である。
エコ定期券制度は、2014年3月31日で終了した。
なお、シティーループは両制度とも適用対象外である。

## 車両
シティー・ループを除き、車体は真紅色に塗られていたが、2018年2月2日より、順次シティー・ループに準じた深緑基調の塗色に変更され、2018年4月までに在籍車両すべての塗装変更が完了し、真紅色は消滅した。

### 山手線
すべて神戸市バスからの譲渡車であり、開業時は三菱ふそう製の初代エアロスター3台体制で、3台とも2段窓でそのうち2台はリアランプが角型ではない車両だった。2003年には同じく三菱ふそう製の中型車（エアロミディ）1台（これも2段窓）が入籍し4台体制となったが、排ガス規制により2005年ごろに逆T字窓の日野自動車製のツーステップバス2台と神戸市バス初のノンステップバスである日産ディーゼル（現：UDトラックス）製の3ドア車すべて（2台）が移籍し、これら4台を置き換えた。この4台の車両色は真紅色であるが、最初の4台と比べて若干暗めの色となっており、これ以降に導入された車両はこの色調とされた。その後も排ガス規制の関係から車両の入れ替えが頻繁に行われ、2012年頃には小型ツーステップバス（日野・リエッセ）も使用された事があったが、2013年5月に神戸市バスの路線縮小に伴い、余剰になった中型ノンステップバスが譲渡され、全車ノンステップバスでの運用となっている。
かつては大型車が主力になっていたが、2022年3月現在は中型車のみの運行で、三菱ふそう・エアロミディといすゞ・エルガミオが使用されている。基本的に終日にわたって1台で運行され、平日ダイヤの朝の時間帯にもう1台が走るという運用形態となっており、終日運用に入る車両は比較的経年の浅いエルガミオの696号車が優先的に使われている。
三宮地区で、シティー・ループと共用しているバス停が存在することから、塗装変更後は誤乗対策として、入口のドアの窓に「山手線」と書かれた貼り紙を掲出して運行しているが、それでも当時急増していた訪日外国人を中心に誤乗が絶えなかったため、しばらくしてからドア横に「NOT!!CITY LOOP BUS」と書かれたステッカーが貼りつけられた。しかし、2020年代になると、新型コロナウイルス感染症の影響による訪日外国人の減少などもあってか、そのステッカーは剥がされた。

### シティー・ループ
モスグリーンのレトロ調を基調とし、異人館をイメージしたデザインの中型バスである。

#### 現行車両
- ワンステップバス

シティー・ループの主力車両で、7両在籍する。車種はいすゞ・エルガミオと日野・レインボーII。いすゞ車は岩戸工業で、日野車は東京特殊車体で改造されている。中扉は4枚折戸で、スロープ板を装備する。まず2004年に、最後まで残っていた小型車を置き換えるために646号車と647号車（エルガミオ）が導入され、そのあと2009年に、既存の中型車の更新のために641～645号車（レインボーⅡとエルガミオ）が導入された。各車両には愛称が付けられており、641号車が「はなどけい」、642号車が「とあろーど」、643号車が「めりけん」、644号車が「かざみどり」、645号車が「みなと」、646号車が「きたの」、647号車が「ぬのびき」である。車内には、4か国語で案内可能な液晶ディスプレイを搭載している。座席の色は車両の愛称に沿った色のものを採用しており、641・642号車は赤色、643・645号車は青色、644・646・647号車は緑色の座席となっている。乗務するコンパニオン専用の座席も備えられている。
- ノンステップバス「ループにゃん号」

シティー・ループの利用者増加による混雑時などの応援用の車両として、2016年8月5日より営業運転を開始した。車両は山手線で使用されていたエルガミオ（695号車）で、シティー・ループの車両で初めてのノンステップバスである。外観はシティー・ループのマスコットキャラクターである「ループにゃん」のラッピングがなされており、車内もループにゃんのイラストがちりばめられている。ただし、あくまで応援用の車両であることから、他の車両と異なり、屋根の飾りつけなどの改造は施工されておらず、座席も背もたれにカバーがかけられている所以外は山手線時代と変わっていない。

#### 過去の車両
- 小型車

運行開始時に、小型車であるいすゞ・ジャーニーQが4台導入され、1993年に2台追加導入された。この車両は前扉がなく、中扉のみで2枚折り戸であった。1997年に運行開始時に導入された車両が中型車によって置き換えられ、残る2台は2003年に神戸交通振興に運行が移管された際に局番・社番も含め、神戸交通振興に移籍していたが、2004年にエルガミオで置き換えられ、全車廃車となった。
- 中型車

運行開始時から使われた小型車を置き換えるため、1997年に中型車が4台導入された。車種はいすゞ・ジャーニーKと日野・レインボー。この車両より前扉がついたほか、中扉は4枚折り戸となった。日野車といすゞ車とで外観に差異があり、ヘッドライトは、日野車が縦に配置され、いすゞ車は横に配置されていた。フロントガラスは日野車が小さくて、いすゞ車が大きく、前扉の形状も、いすゞ車と日野車とで異なっていた。1993年製の小型車と同様に2003年に神戸交通振興に運行が移管された際に局番・社番も含め、神戸交通振興に移籍していたが、2009年にエルガミオとレインボーIIによって置き換えられた。

### ポーアイキャンパス線
こちらもすべて神戸市バスからの譲渡車であり、開業時は日野自動車製のツーステップバスが使われていた。そのあと魚崎営業所から日産ディーゼル製の大型ノンステップバスが2台（630号車・631号車。いずれも車体は富士重工製・新7E型）譲渡され、路線撤退までこの車両が使用された。

### ポートアイランド線
開業時は、シティエアターミナルへのアクセスバスとして導入された観光バス型車両が使用されていたが、2007年から神戸市交通局から譲り受けた路線バスの車両が使われるようになった。ただし後ろドアは締め切っており、観光バス車両時代と同様に前扉からの乗降となっていた。2008年には路線自体を神姫バスに譲渡する形で撤退した。最後まで神戸航空交通ターミナル時代の当時の意匠をはがした影が残ったまま使われていた観光バス型車両は神姫バスには引き継がれず、全車廃車された。また、2007年から使用された路線バスの車両も、排ガス規制の関係でのちに全車廃車となっている。

### 神戸山麓線
ポーアイキャンパス線の撤退に伴い、余剰になった日産ディーゼル製の大型ノンステップバスが使用されている。神戸山麓線の運行開始後、しばらくしてから前面に神戸市バスの前面の模様をアレンジしたデザインのバスマスクを常時装着して運行している。そのあと2018年5月ごろに前照灯がLEDに改造され、2020年6月に行先表示機がフィルム幕からLEDに交換された。なお、神戸山麓線はシティー・ループと共用するバス停が存在しないため、「NOT!!CITY LOOP BUS」と書かれたステッカーや、路線名が書かれた貼り紙は掲出されていない。
このほか、ごくまれに日中時間帯に山手線に使われている中型車が代走することがあった。

## 撮影協力
映画「ありがとう」では、主人公の古市忠夫がプロゴルファーテストを受けに神戸から東京へバスで出発するシーンがある。このバスに、神戸交通振興ポートアイランド線のバスが使われた。これは、同社が神戸市の傘下であることに加え、同路線のバスが、高速バスと同規格のバスであり、かつ文字やロゴが入っていないバスであったからとのことである。また、古市がバスに乗り込むターミナルには、同路線の神戸インキュベーションオフィスバス停が使われた。

## 地下鉄駅業務受託
神戸市交通局から、海岸線全駅と西神・山手線の9駅（県庁前駅、湊川公園駅、上沢駅、長田駅、板宿駅、妙法寺駅、総合運動公園駅、伊川谷駅、西神南駅）の駅業務を受託していた。2022年4月1日以降は近畿日本鉄道が駅業務を受託している。